# Municipio de Eldorado (Iowa)
El municipio de Eldorado (en inglés: Eldorado Township) es uno de los veinte municipios ubicados en el condado de Benton en el estado estadounidense de Iowa. En el año 2000 el municipio tenía una población de 1240 habitantes y una densidad poblacional de 13,4 personas por km². El territorio del municipio incluye el de una ciudad, Newhall.

## Geografía
El municipio de Eldorado se encuentra ubicado en las coordenadas 41°59′36″N 92°00′35″O / 41.99333, -92.00972.